# Nazim Hajibeyov
Nazim Hajibeyov (en azerí: Nazim Hacıyev; Bakú, 8 de febrero de 1928-Ibidem., 23 de marzo de 2020) fue un arquitecto de Azerbaiyán, nombrado Arquitecto de Honor de la RSS de Azerbaiyán.

## Biografía
Nazim Hajibeyov nació el 8 de febrero de 1928 en Bakú. HIjo de la actriz y cantante Jahan Talyshinsky. En 1951 se graduó del Instituto Politécnico de Tashkent. En los años 1950-1960 trabajó en la República Socialista Soviética de Uzbekistán. Desde 1956 fue miembro de la Unión de Arquitectos de Azerbaiyán. En 1979 recibió el título “Arquitecto de Honor de la RSS de Azerbaiyán”.

## Premios y títulos
- Arquitecto de Honor de la RSS de Azerbaiyán (1979)
- Premio Estatal de la RSS de Azerbaiyán (1982)
- Orden Shohrat (2000)[5]